# Neuilly-la-Forêt
Pour les articles homonymes, voir Neuilly.
Neuilly-la-Forêt est une ancienne commune française, située dans le département du Calvados en région Normandie, peuplée de 429 habitants, devenue le 1er janvier 2017 une commune déléguée au sein de la commune nouvelle d'Isigny-sur-Mer.

## Géographie
La commune est située à l'extrême nord-ouest du département du Calvados, à dix-sept kilomètres de Saint-Lô et cinq kilomètres d'Isigny-sur-Mer. Neuilly-la-Forêt est traversée par l'Elle et la Vire, elle appartient au parc naturel régional des marais du Cotentin et du Bessin.

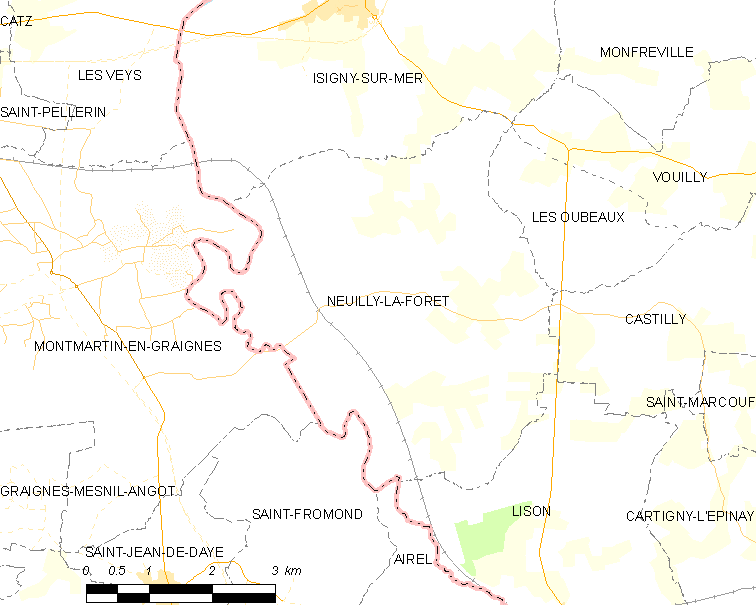
Carte de la commune.

## Toponymie
Le nom de la localité est attesté sous les formes Mulgei en 1035[réf. nécessaire], Noilleium en 1088, Nulleyum au XIe siècle, Nuilleium en 1198, Nuilliacum et Neulleyum en 1267, Nully en 1371, Neuilly l’Évêque en 1418, Nullye en 1637, Neufmer en 1848.

## Histoire
La commune a fait l'objet de fouilles archéologiques en 1990. À cette occasion, un bâtiment médiéval a été fouillé attestant la présence de constructions en bas du bourg de Neuilly-la-Forêt au XIIe siècle. La commune fut appelée Neuilly-l’Évêque jusqu’à la Révolution, elle était alors chef-lieu de baronnie, propriété de l’évêché de Bayeux. Elle prit le nom de Neuilly de 1789 à 1899.
Au 1er janvier 2017, Neuilly-la-Forêt a fusionné avec les communes d'Isigny-sur-Mer, Castilly, Les Oubeaux et Vouilly pour former la commune nouvelle d'Isigny-sur-Mer.

## Politique et administration

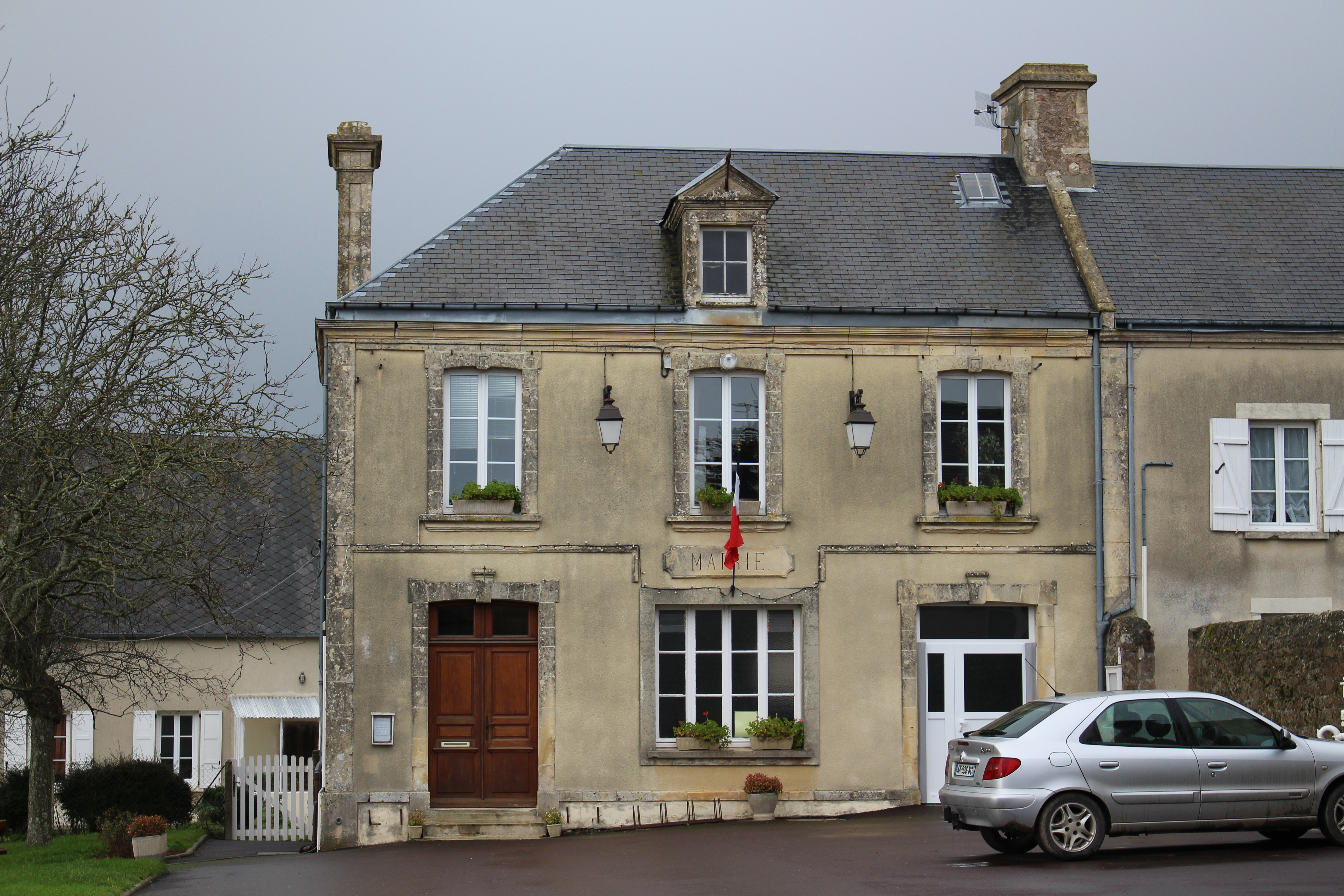
Mairie

| Période                                  | Période       | Identité       | Étiquette | Qualité     |
| ---------------------------------------- | ------------- | -------------- | --------- | ----------- |
| 1973                                     | 1989          | Jean Le Ricque |           | Agriculteur |
| 1995                                     | décembre 2016 | Jean Fauvel    | SE        | Agriculteur |
| Les données manquantes sont à compléter. |               |                |           |             |

## Démographie
L'évolution du nombre d'habitants est connue à travers les recensements de la population effectués dans la commune depuis 1793. À partir du 1er janvier 2009, les populations légales des communes sont publiées annuellement dans le cadre d'un recensement qui repose désormais sur une collecte d'information annuelle, concernant successivement tous les territoires communaux au cours d'une période de cinq ans. 
Pour les communes de moins de 10 000 habitants, une enquête de recensement portant sur toute la population est réalisée tous les cinq ans, les populations légales des années intermédiaires étant quant à elles estimées par interpolation ou extrapolation. Pour la commune, le premier recensement exhaustif entrant dans le cadre du nouveau dispositif a été réalisé en 2006,.
En 2021, la commune comptait 429 habitants, en évolution de −4,67 % par rapport à 2015 (Calvados : +1,58 %, France hors Mayotte : +2,49 %).
| 1793  | 1800 | 1806  | 1821  | 1831 | 1836  | 1841  | 1846  | 1851  |
| ----- | ---- | ----- | ----- | ---- | ----- | ----- | ----- | ----- |
| 1 011 | 607  | 1 092 | 1 023 | 992  | 1 020 | 1 086 | 1 101 | 1 031 |

| 1856  | 1861  | 1866  | 1872  | 1876  | 1881 | 1886 | 1891 | 1896 |
| ----- | ----- | ----- | ----- | ----- | ---- | ---- | ---- | ---- |
| 1 071 | 1 078 | 1 075 | 1 016 | 1 013 | 952  | 904  | 913  | 858  |

| 1901 | 1906 | 1911 | 1921 | 1926 | 1931 | 1936 | 1946 | 1954 |
| ---- | ---- | ---- | ---- | ---- | ---- | ---- | ---- | ---- |
| 827  | 780  | 773  | 711  | 741  | 723  | 700  | 690  | 719  |

| 1962 | 1968 | 1975 | 1982 | 1990 | 1999 | 2006 | 2011 | 2016 |
| ---- | ---- | ---- | ---- | ---- | ---- | ---- | ---- | ---- |
| 704  | 675  | 564  | 505  | 481  | 444  | 464  | 461  | 444  |

| 2019 | - | - | - | - | - | - | - | - |
| ---- | - | - | - | - | - | - | - | - |
| 445  | - | - | - | - | - | - | - | - |

## Économie
La commune se situe dans la zone géographique des appellations d'origine protégée (AOP) beurre d'Isigny et crème d'Isigny.

## Lieux et monuments

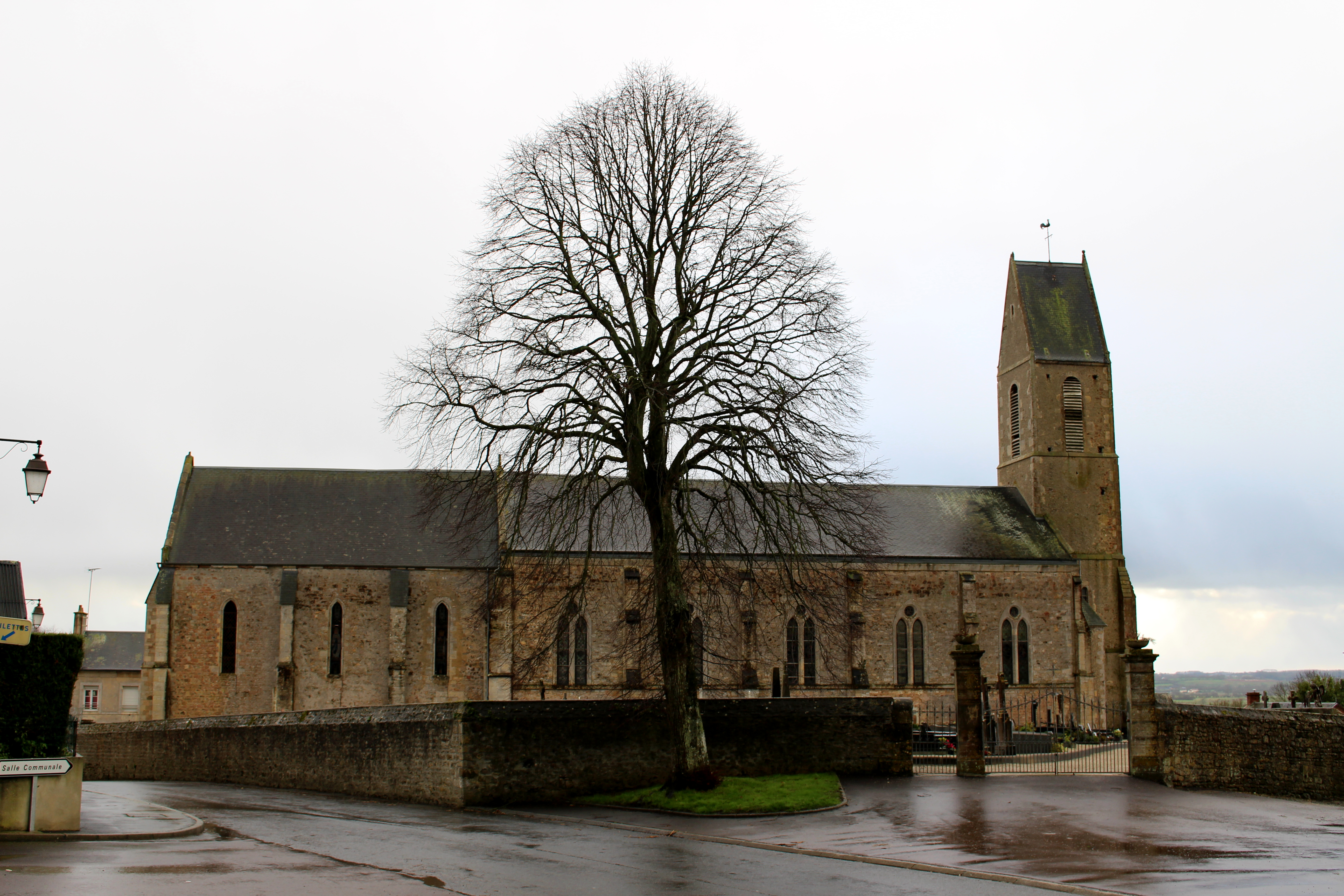
Église Notre-Dame-de-l’Assomption.

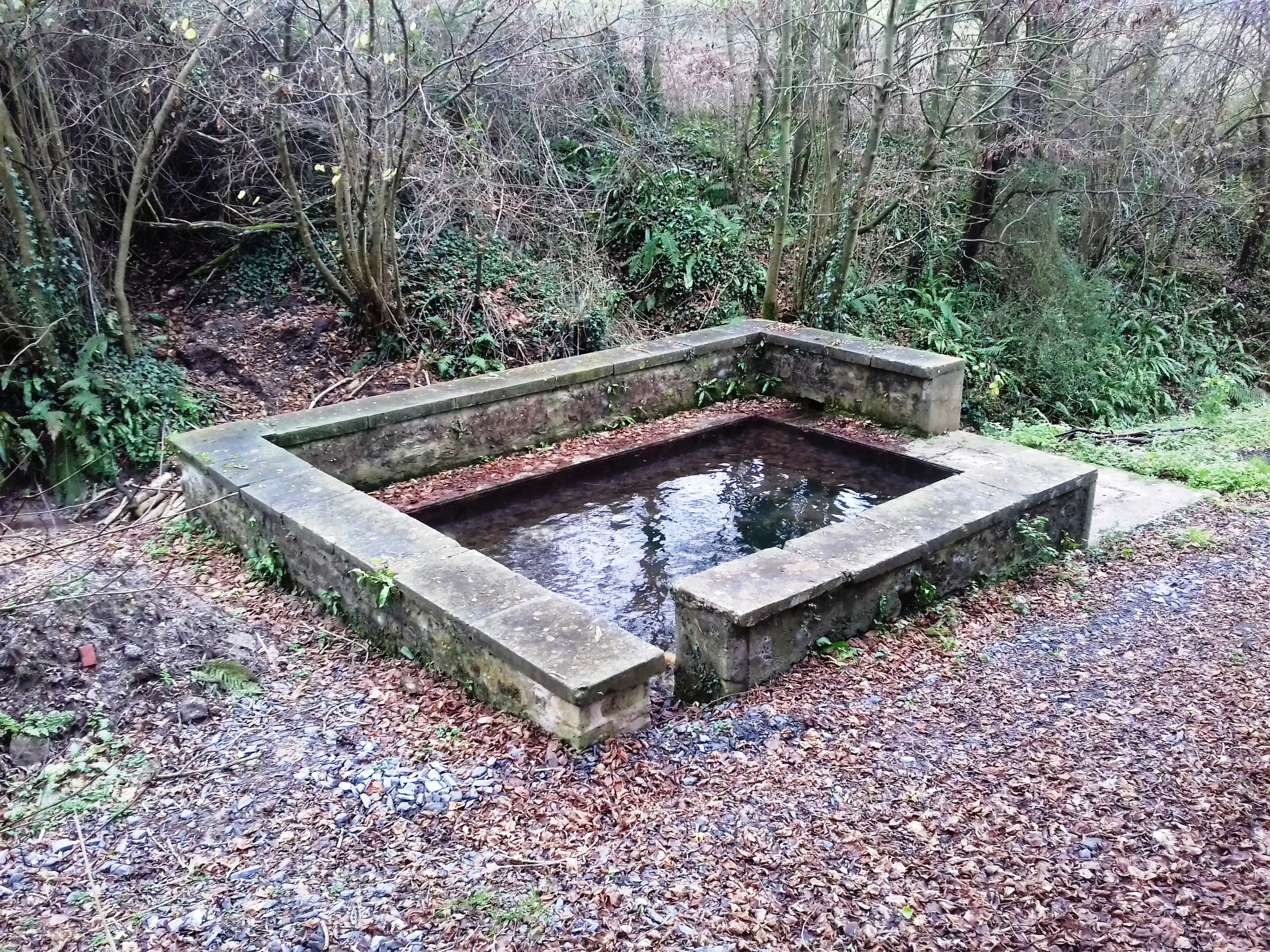
Lavoir de la Pissote.

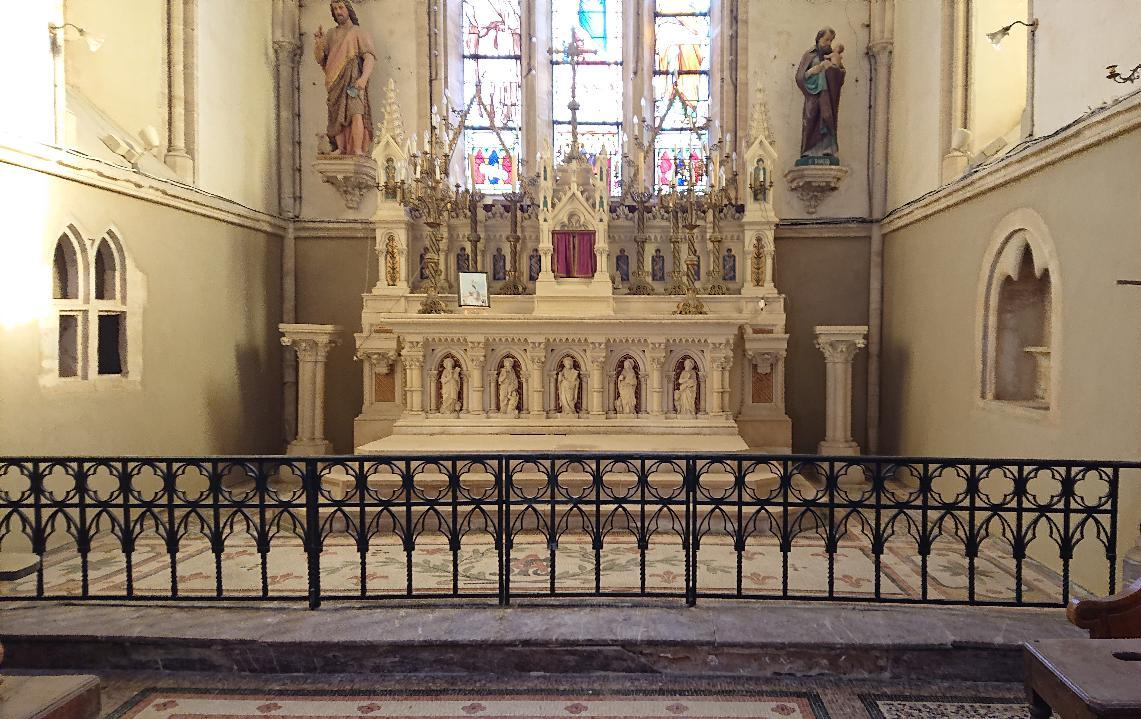
Chœur de l'église, à gauche : armoire liturgique du XIIIe siècle.

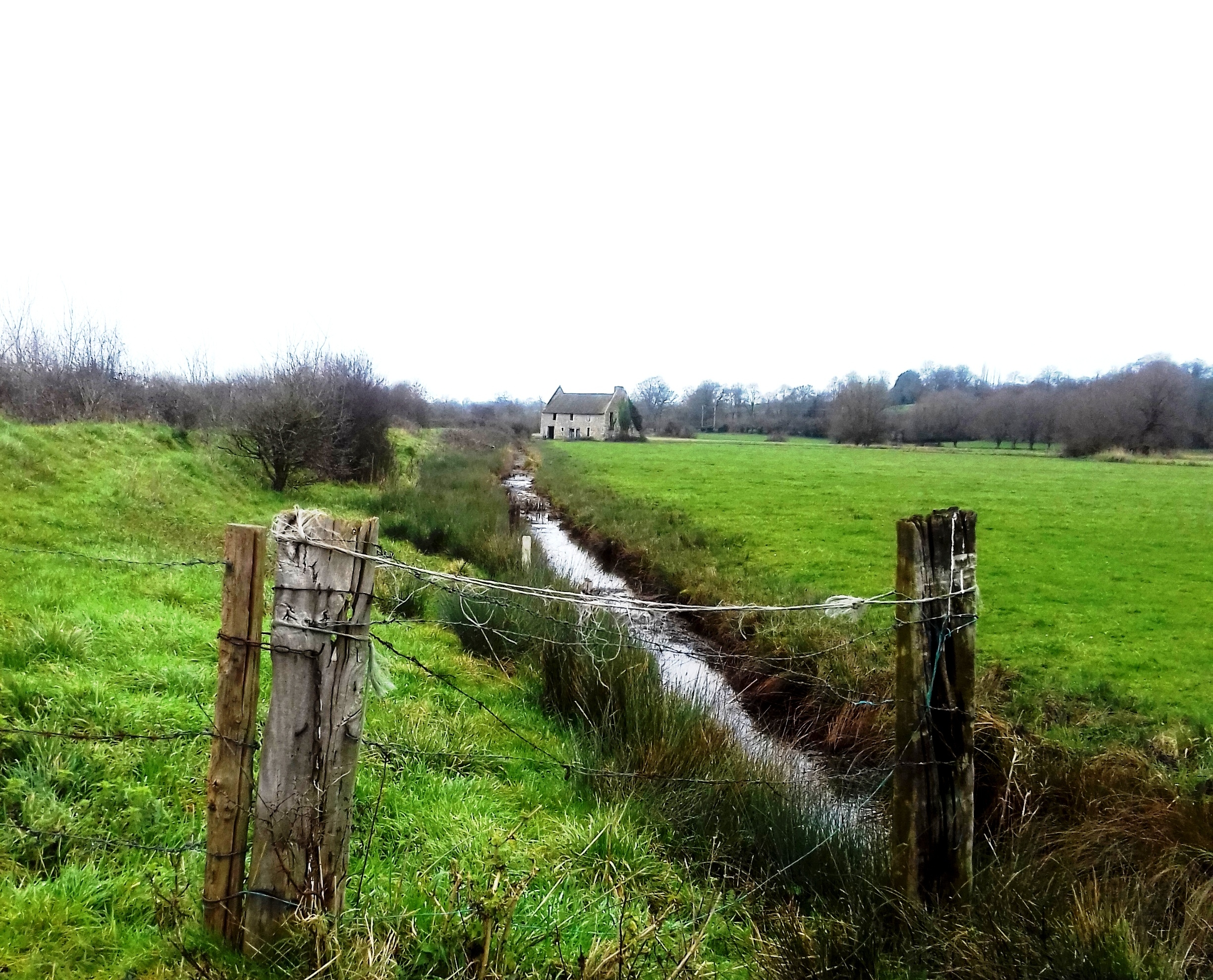
Maison ou Nef du Pas.

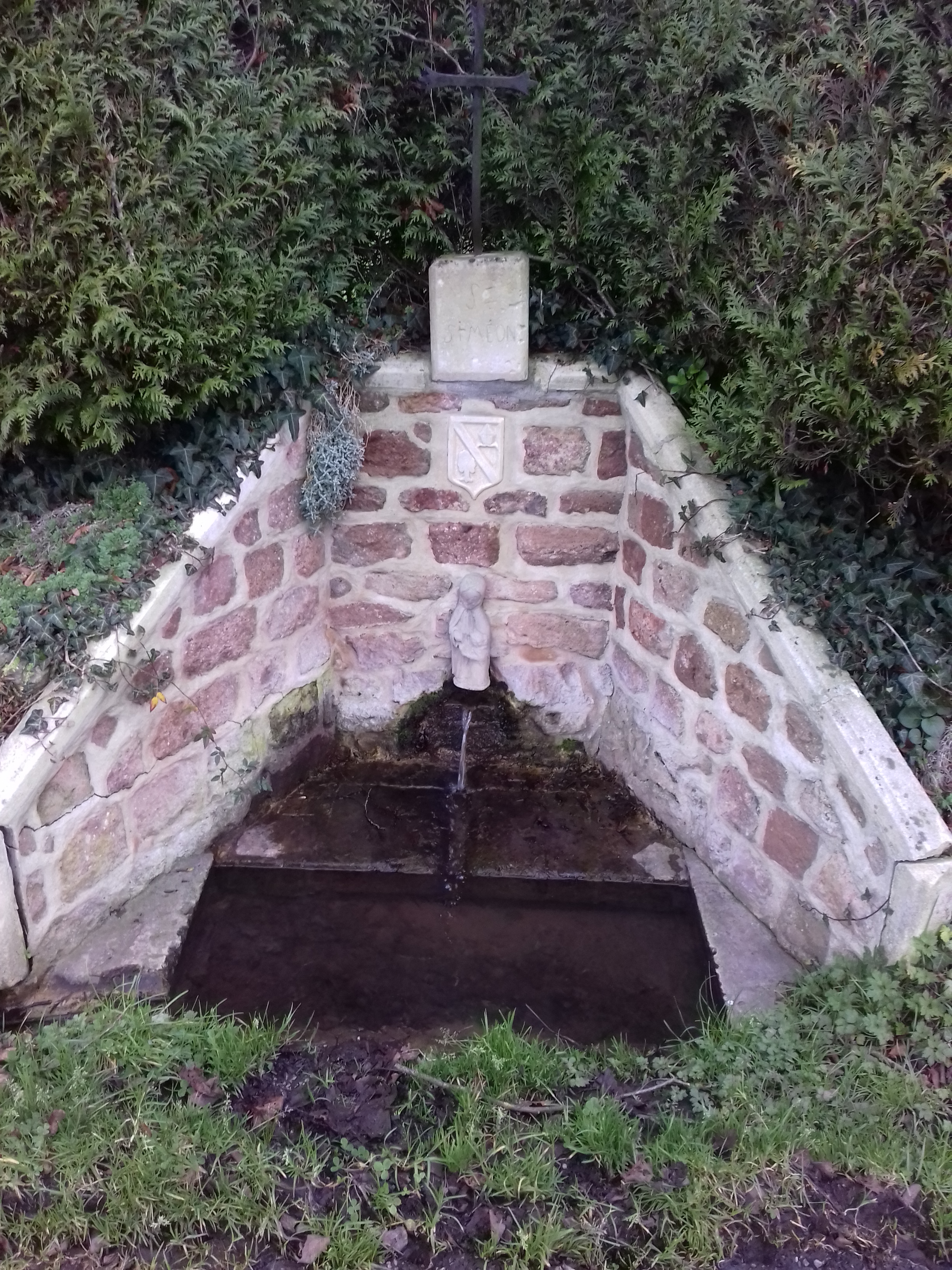
Fontaine Saint-Siméon.

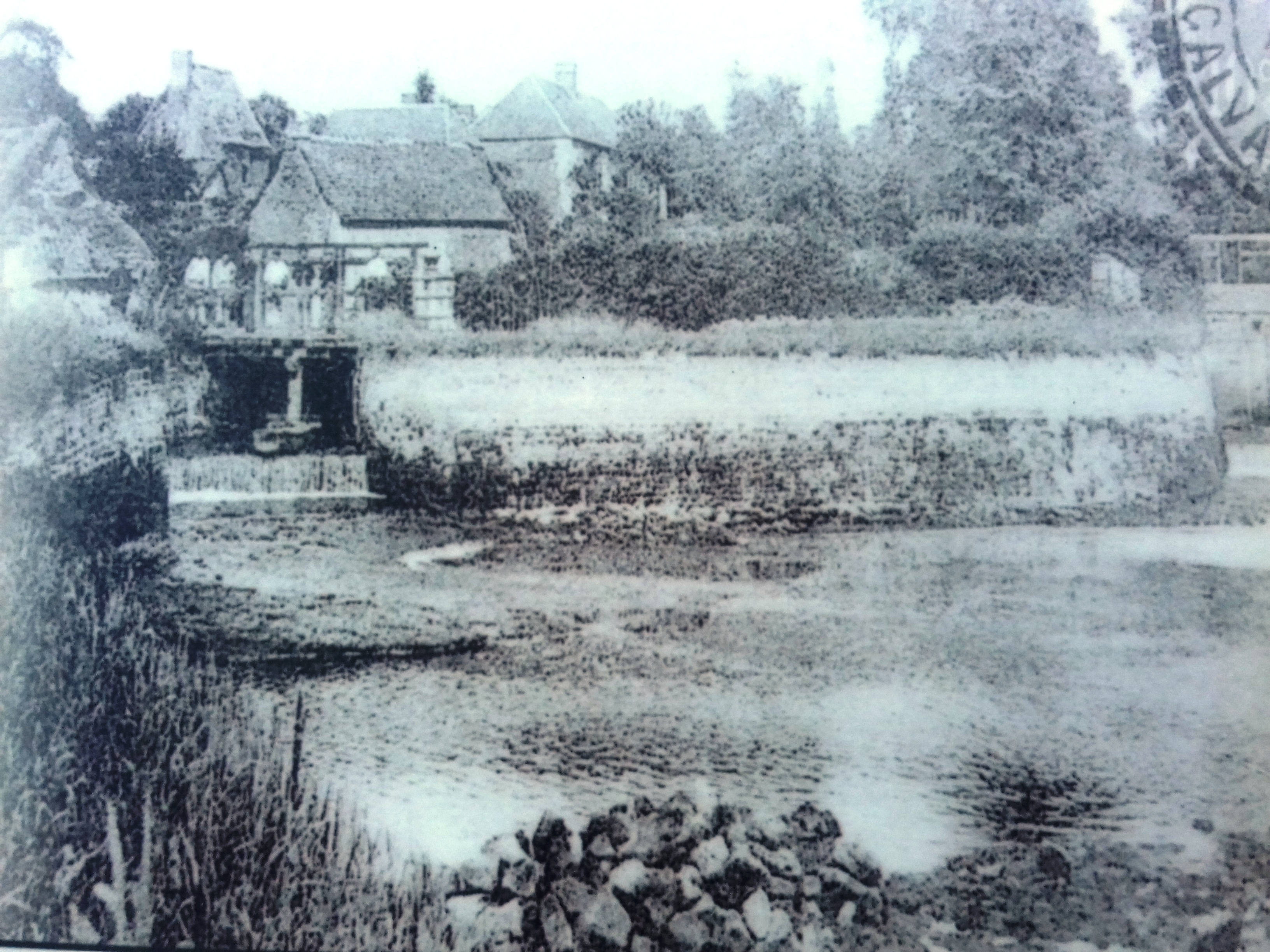
Moulins de Saint-Lambert, carte postale ancienne.

### Les fontaines
Fontaine Saint-Siméon. Restaurée en 1990, elle a été construite en 1896. Depuis longtemps, saint Siméon était invoqué à Neuilly contre les fièvres paludéennes fréquentes dans cette région de marais. Au début du XXe siècle, on y faisait une procession le lundi de la Pentecôte. Les vertus de son eau seraient multiples puisqu'on lui attribue la guérison des maladies oculaires ou encore des verrues.
Fontaine de la Pissote. Au Moyen Âge, elle alimentait le château des évêques par une conduite souterraine. Ce fut longtemps un des principaux points d'alimentation du bourg. Elle ne tarit jamais.

### Les lavoirs
À proximité de la fontaine de la Pissote se trouve un grand lavoir qui date du Second Empire ou des premières années de la Troisième République, comme l'ensemble des lavoirs de la commune. Les trois autres lavoirs sont situés dans le chemin de la Hérissière (restauré en 1989), au hameau des Clerbosq (où était accolée une maisonnette détruite au milieu des années 1980) et à Saint-Lambert où l'on trouve une fontaine à proximité.

### Les moulins
Neuilly possédait trois moulins: Saint-Lambert, Gron, La Mare. D'origine médiévale, ils n'ont cessé de fonctionner que dans les années 1880-1890. Celui de Saint-Lambert avait deux roues actionnées par les eaux de l'Elle. Les deux autres étaient alimentés par le ruisseau de la Coquerie.

### La maison du Pas (ou la Nef du Pas)
Elle était l'habitation du passeur qui faisait traverser la Vire par un bac aux hommes et au bétail. Ce passage serait d'origine gallo-romaine (Navis passus). Sous l'Ancien Régime, il appartenait aux évêques de Bayeux, seigneurs de Neuilly, qui se firent confirmer par Charles VII et par Louis XV leur droit de percevoir un péage. Sous la Révolution, un poste de la garde nationale y fut établi pour surveiller la circulation des grains sur le fleuve. Le passage ne fut abandonné qu'en 1849 après quinze siècles d'existence.

### Les salines
Leur exploitation est attestée dès le Moyen Âge. Une carte de 1617 en répertorie 13 dans le seul marais Salé. Le sel était obtenu par distillation. Elles furent condamnées à disparaître après la construction du pont du Vey et de ses portes à flot en 1824.

### L'église Notre-Dame de-l'Assomption

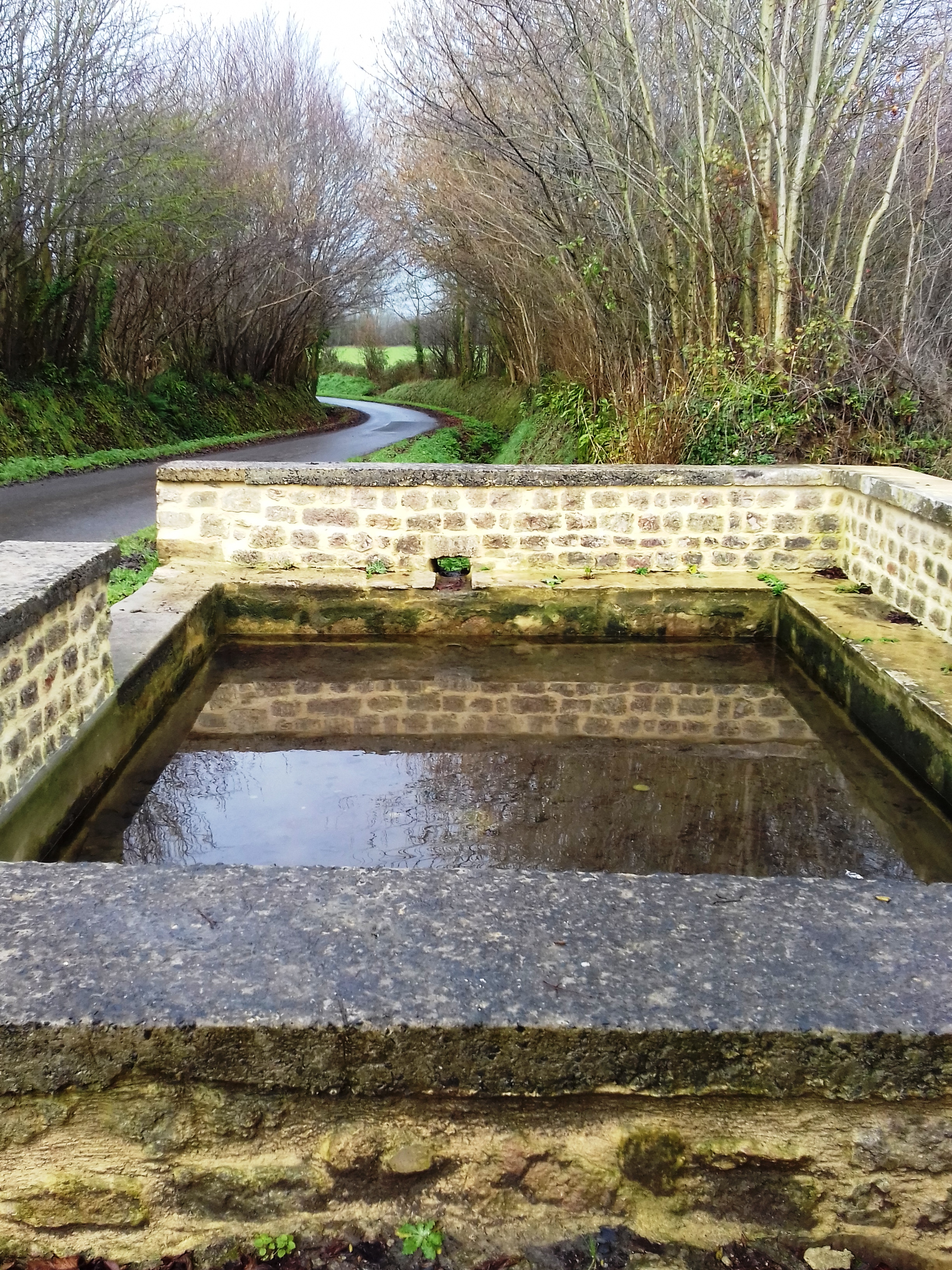
Lavoir des Clerbosq.

De vastes dimensions dès le Moyen Âge (environ 45 m de long), elle est construite en style roman à partir de la fin du XIe siècle (base des murs de la nef en arêtes de poisson). Le chœur, sensiblement incliné du côté sud, est reconstruit en style gothique au XIIIe siècle (chevet avec trois grandes fenêtres ogivales à lancette, armoire liturgique découverte et restaurée en 2018). À l'origine, le clocher se situait côté sud, à la limite du chœur et de la nef. En 1698, il fut décidé de le reconstruire devant le portail occidental à la place du porche des pénitents. L'édifice subit une grande transformation au XIXe siècle : en 1874, la reconstruction de la nef fut engagée avec l'ouverture de dix fenêtres dotées de nouveaux vitraux. En 1895, le chœur subit quelques modifications pour le mettre en harmonie avec la nef et on reconstruisit totalement la sacristie. Peu de mobilier antérieur à la révolution subsiste: le pied de la chaire, le grand crucifix au-dessus de l'arc du chœur, un élément de retable baroque en bois polychrome offert en 1708 par Mgr de Nesmond, évêque de Bayeux et seigneur de Neuilly.

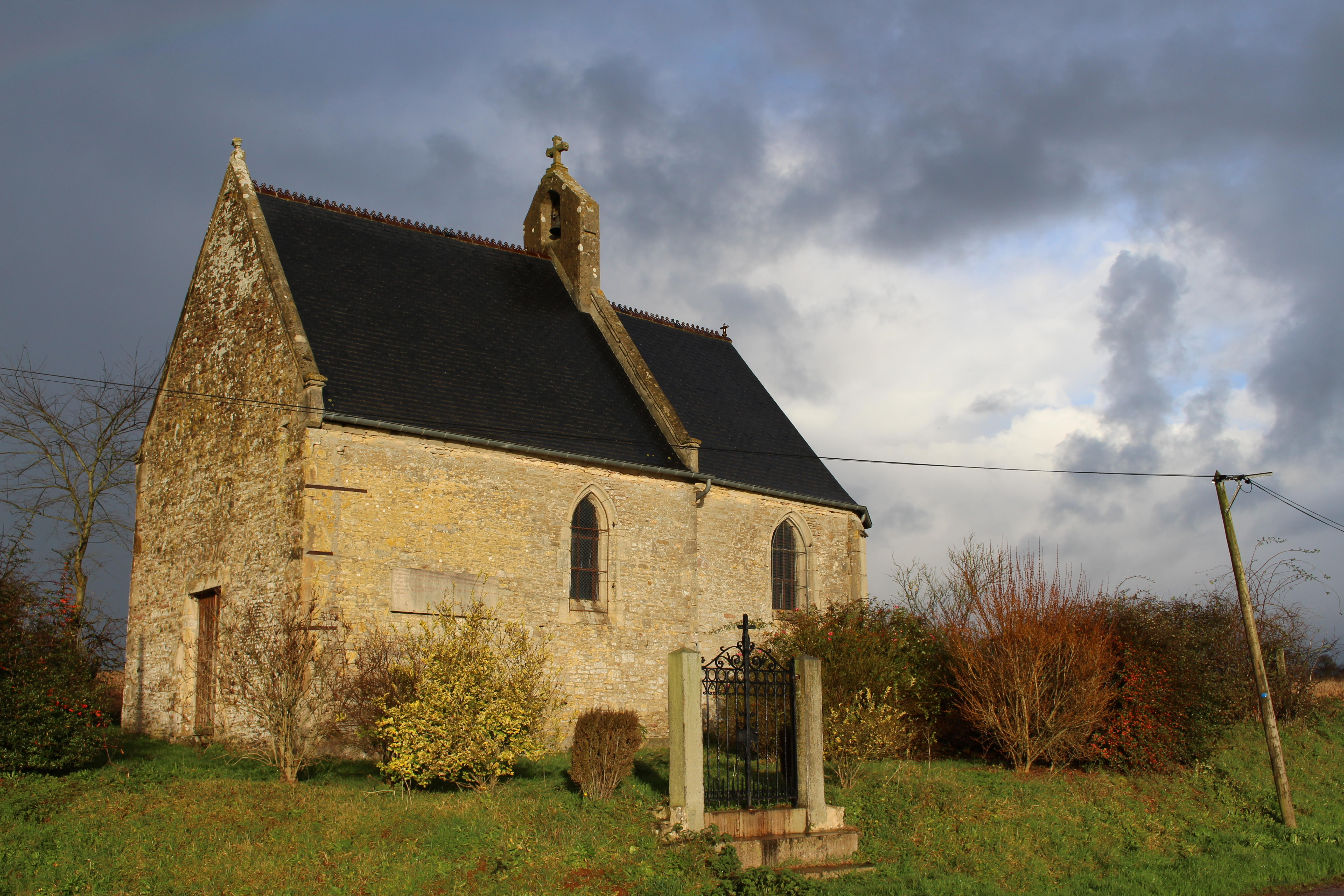
Chapelle Saint-Roch.

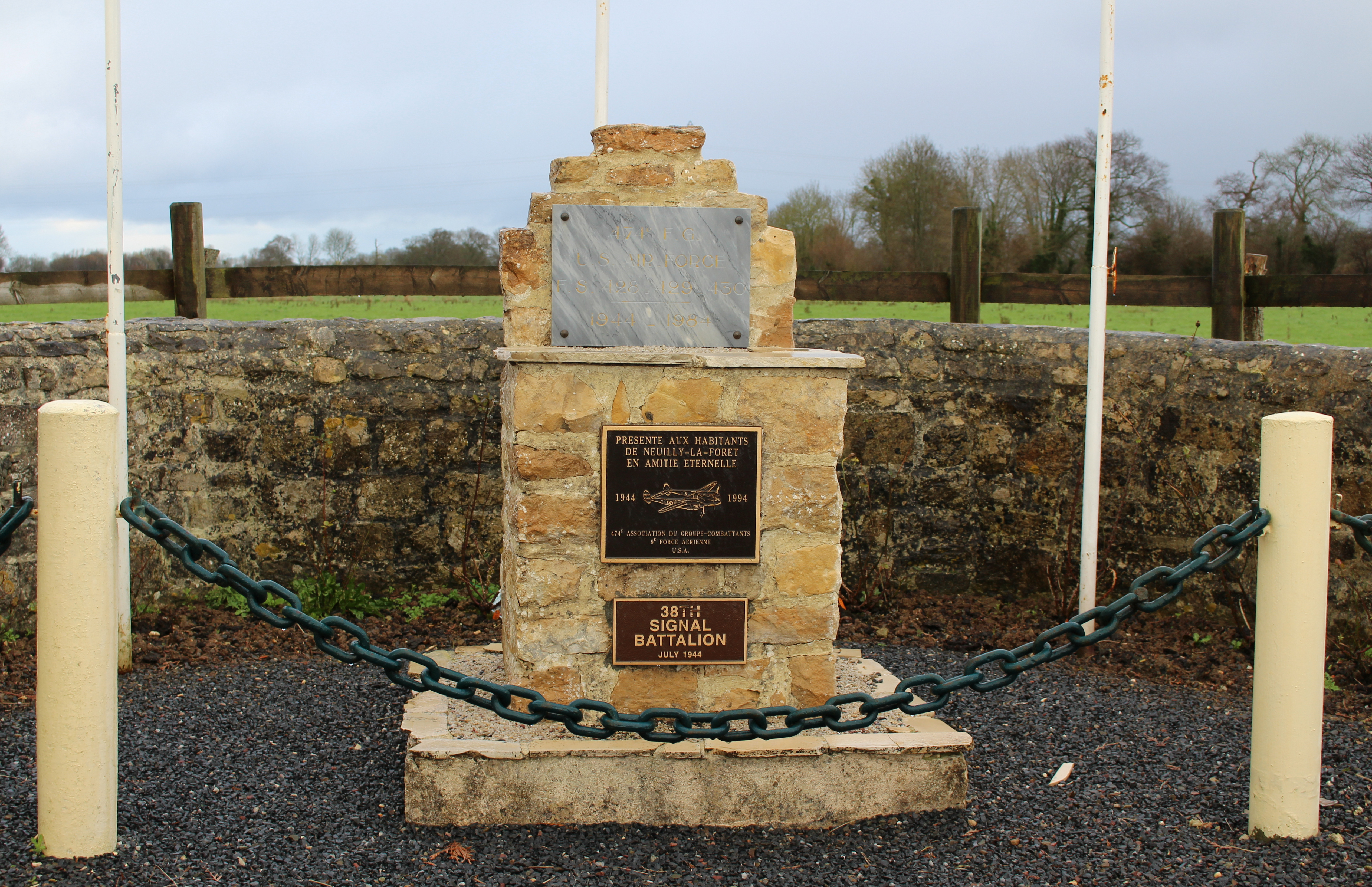
Stèle commémorative du terrain d'aviation A11 de Saint-Lambert.

### Autres lieux et monuments
- Château[10] du XIe siècle d’architecture normande. Il appartenait à Odon, frère de Guillaume le Conquérant.
- L'ancien terrain d'aviation[11]. Construit en 1944 par l’armée américaine, le terrain d’aviation dans son temps (plus de 200 hectares) a vu plus de 100 avions parqués sur son sol. Ces avions P-38 Lightning du 474th Fighter Group  ont joué un rôle important dans les bombardements de Falaise-Argentan, là où étaient de nombreux équipements et résistants allemands.
- La ferme des Carrières (ancienne ferme de la Résistance).

Jean Picot s’installe dans la ferme en septembre 1939, il refuse l’humiliation de la défaite et répond à l’appel de général de Gaulle. Il met rapidement sa ferme à la disposition de prisonniers et résistants et mène de nombreuses missions. Après la libération d’Isigny-sur-Mer et des communes alentour, Jean Picot met sa ferme à la disposition de l’armée américaine pour des missions périlleuses derrière les lignes de l’ennemi. Jean Picot a été récompensé par la croix de guerre et la médaille de la Résistance. Une grande partie de la ferme fut détruite lors de la tempête du 26 décembre 1999.[réf. nécessaire]

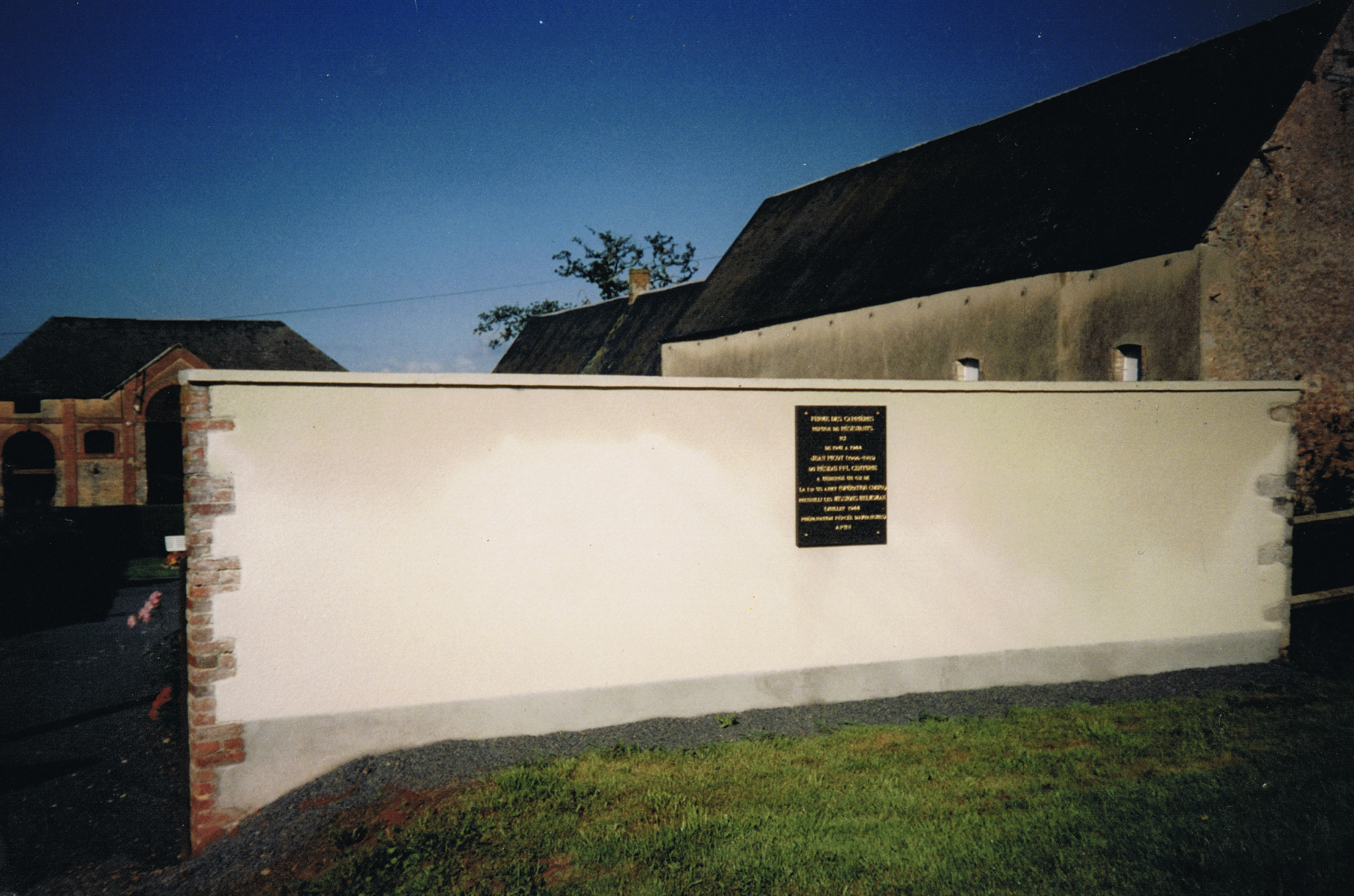
Plaque commémorative devant la ferme des Carrières.

- La chapelle Saint-Roch fut construite en 1514 par Guillaume Verdery en bonne foi afin d'avoir sauvé son père de la peste[12]. Elle fut abandonnée puis restaurée en 1951 afin d'accueillir des pièces d’art.